# Nueva Zelanda en los Juegos Paralímpicos de Lillehammer 1994
Nueva Zelanda estuvo representada en los Juegos Paralímpicos de Lillehammer 1994 por siete deportistas, seis hombres y una mujer.

## Medallistas
El equipo paralímpico neozelandés obtuvo las siguientes medallas:
| Nombre           | Deporte      | Evento                        |
| ---------------- | ------------ | ----------------------------- |
| Oro              |              |                               |
| Joanne Duffy     | Esquí alpino | Descenso B1-2 femenino        |
| Patrick Cooper   | Esquí alpino | Eslalon LW4 masculino         |
| Patrick Cooper   | Esquí alpino | Supergigante LW4 masculino    |
| Plata            |              |                               |
| —                |              |                               |
| Bronce           |              |                               |
| Joanne Duffy     | Esquí alpino | Supergigante B1-2 femenino    |
| Patrick Cooper   | Esquí alpino | Eslalon gigante LW4 masculino |
| Kevin O'Sullivan | Esquí alpino | Eslalon LW1/3 masculino       |